# バーバリー会社
バーバリー会社 (英語: Barbary Company)またはマロッコ会社(英語: Marocco〔ママ〕 Company) は、1585年に成立したイングランドの貿易会社。北西アフリカのバルバリア（バーバリー）海岸、特にモロッコとの貿易を目的としていた。エリザベス1世がワーウィック伯やレスター伯ら42人に特許状を与えて設立した。エリザベス1世は特許状の中で、この地域の「様々な商品……（イングランドに）利し防衛に資するような」価値を重視している。
バーバリー会社は1597年までの12年間、モロッコとの貿易を独占できる特権を与えられた。エリザベス1世はロバート・ダドリーをモロッコのサアド朝スルターンであるアフマド・マンスール・ザハビーのもとに派遣し、イングランド商人がモロッコに居住する権利などを取り付けた。こうした特権は1728年の両国間の協定でも、特にイングランド人の安全保証などの点でまだ有効であった。

## 背景と成立
イングランドのバルバリア海岸への関心は、エリザベス1世がオスマン帝国のムラト3世と連絡を取り合った頃までさかのぼる。この結果1580年5月に協定が成立し、イングランドの商人はオスマン帝国支配下の海域や東地中海・バルバリア海岸の港湾を安全に利用できることになった。わざわざこのような取り決めに至ったのには様々な理由があるが特に海賊の脅威が大きく、1550年代以降この海域の貿易は停滞していた。1581年9月、イングランドでトルコ会社が設立され、この新たな独占貿易圏の切り盛りを担うことになった。
1585年、バーバリー会社は地中海での貿易を取り仕切っていたトルコ会社とヴェニス会社（後に両社は合併してレバント会社となる）から分離設立された。投資者はトルコ会社やヴェニス会社と同じような顔ぶれで、モロッコの大西洋岸で活動することが主眼とされた。モロッコは、1600年代に西インド諸島のプランテーションが成長するまでは、イングランド市場に砂糖を供給する重要な貿易相手だった。

## 活動と没落
ロバート・ダドリーとアンブローズ・ダドリーを長とするバーバリー会社であったが、ほとんど規約を設けず、1597年に12年間の特許が失効するまで組織化されることもなかった。そもそもバーバリー会社という名も正式名称ではなく、慣例的な呼称である。当時のほとんどの貿易会社がしていたような、管理者を現地に派遣するようなことさえしなかった。バーバリー会社の特許状というのも、実際は2人の貴族と40人ほどのロンドン商人にモロッコでの12年間の排他的貿易を認めた特許状の集成に過ぎなかった。
バーバリー会社は、始めはイングランドの織物とモロッコの砂糖を交易することを目標としていた。しかししばらくすると、ロンドン商人から織物が異常に安く買いたたかれ、砂糖は高値で売り付けられるという苦情が出てくるようになった。
多くのバーバリー会社の構成員は、地理的に担当範囲が近く競合するレバント会社へ鞍替えしていった。これはバーバリー会社の商業的敗北であった。